# Lista de províncias e territórios do Canadá por Produto Interno Bruto

Mapa demostrando o tamanho do PIB das províncias e territórios do Canadá. (quanto mais escura a cor, maior será o PIB).

Este artigo lista as províncias e territórios do Canadá por produto interno bruto (PIB). Desde de 2013, o Canadá tem um PIB total de US$ 1,83 trilhões, 11° posição em todo o mundo.
Enquanto as dez províncias e três territórios do Canadá apresentam um alto PIB, existe uma grande variação entre eles. Ontário, a província mais populosa do país, possui uma fabricação e comércio local com extensas ligações ao nordeste e centro-oeste dos Estados Unidos; se comparada a um país, o PIB de Ontário classificaria a 20º maior posição (a partir de 2011) no mundo. Por outro lado, o PIB dos territórios são comparáveis aos de nações insulares mais pequenas e, por sua vez, menor do que muitas cidades canadenses. As economias das províncias de Alberta, Saskatchewan, e Terra Nova dependem fortemente dos recursos naturais e estes produzem os mais altos valores do PIB per capita no país.
Em face destas disparidades regionais a longo prazo, o Governo do Canadá redistribui alguns dos seus rendimentos através de pagamentos de equalização incondicionais e financia o fornecimento de níveis comparáveis de serviços governamentais entre as províncias e territórios através da saúde e de transferência sociais.

## Produto Interno Bruto
Abaixo uma tabela de províncias e territórios canadenses, por PIB (a preços e à base de despesas correntes); Todos os valores são da Statistics Canada.

Mapa das províncias e territórios canadenses por PIB consolidado (PPP) de 2006, em milhões de C$.
< 2,000
2,000 - 20,000
20,000 - 30,000
30,000 - 50,000
50,000 - 150,000
150,000 - 250,000
250,000 - 500,000
>500,000

| Província ou Território  | PIB (milhões de C$ em 2015) | Quota do PIB nacional (% de 2015) | PIB (milhões de C$ em 2005) | Quota do PIB nacional (% de 2005) |
| ------------------------ | --------------------------- | --------------------------------- | --------------------------- | --------------------------------- |
| Canadá                   | 1,986,193                   | 100                               | 1,417,028                   | 100                               |
| Ontário                  | 763,276                     | 38.43                             | 556,635                     | 39.28                             |
| Quebec                   | 380,972                     | 19.18                             | 280,133                     | 19.77                             |
| Alberta                  | 326,433                     | 16.44                             | 225,460                     | 15.91                             |
| Colúmbia Britânica       | 249,981                     | 12.59                             | 174,855                     | 12.34                             |
| Saskatchewan             | 79,415                      | 4.00                              | 44,889                      | 3.17                              |
| Manitoba                 | 65,862                      | 3.32                              | 43,082                      | 3.04                              |
| Nova Escócia             | 40,225                      | 2.03                              | 32,127                      | 2.27                              |
| Novo Brunswick           | 33,052                      | 1.66                              | 25,552                      | 1.80                              |
| Terra Nova e Labrador    | 30,100                      | 1.52                              | 22,249                      | 1.57                              |
| Ilha do Príncipe Eduardo | 6,186                       | 0.31                              | 4,257                       | 0.30                              |
| Territórios do Noroeste  | 4,828                       | 0.24                              | 4,445                       | 0.31                              |
| Yukon                    | 2,710                       | 0.14                              | 1,572                       | 0.11                              |
| Nunavut                  | 2,447                       | 0.12                              | 1,161                       | 0.08                              |

## PIB per capita
Abaixo está uma lista consolidada exibindo o PIB total (despesas com base em), população e PIB per capita; entidades subnacionais do PIB per capita. Para fins ilustrativos, a renda pessoal média de declarações fiscais estão incluídas. Estas mostram que, embora exista uma correlação entre o PIB e a renda pessoal, existe uma lacuna substancial que representa tanto à defasagem de dois anos entre as fontes e os valores destinados a investimentos de capital. Esta diferença é particularmente grande em regiões com importantes setores de extração de recursos. A diferença reflete também as exportações líquidas, uma vez que é positivo no grande

Mapa das províncias e territórios canadenses por PIB consolidado (PPP) de 2006, em milhões de C$.
30,000 - 35,000
35,001 - 40,000
40,001 - 45,000
45,001 - 50,000
50,001 - 60,000
60,001 - 70,000
> 70,000

número de recursos extraíveis.
| Província ou Território  | PIB (milhões de C$ em 2015) | População (2015) | PIB per capita (C$ em 2015) | Média total de renda (C$ em 2010) |
| ------------------------ | --------------------------- | ---------------- | --------------------------- | --------------------------------- |
| Canadá                   | 1,986,193                   | 35,848,610       | 55,405                      | 41,129                            |
| Ontário                  | 763,276                     | 13,797,038       | 55,322                      | 42,643                            |
| Quebec                   | 380,972                     | 8,259,452        | 46,126                      | 36,491                            |
| Alberta                  | 326,433                     | 4,179,660        | 78,100                      | 53,408                            |
| Colúmbia Britânica       | 249,981                     | 4,692,953        | 53,267                      | 40,196                            |
| Saskatchewan             | 79,415                      | 1,132,263        | 70,138                      | 40,933                            |
| Manitoba                 | 65,862                      | 1,295,981        | 50,820                      | 36,795                            |
| Nova Escócia             | 40,225                      | 943,373          | 42,640                      | 36,108                            |
| Novo Brunswick           | 33,052                      | 754,309          | 43,818                      | 34,164                            |
| Terra Nova e Labrador    | 30,100                      | 528,676          | 56,935                      | 35,345                            |
| Ilha do Príncipe Eduardo | 6,186                       | 146,736          | 42,157                      | 33,632                            |
| Territórios do Noroeste  | 4,828                       | 44,244           | 109,122                     | 53,632                            |
| Yukon                    | 2,710                       | 37,393           | 72,473                      | 47,832                            |
| Nunavut                  | 2,447                       | 36,532           | 66,982                      | 44,755                            |

## Componentes do PIB
Abaixo uma tabela dos componentes do produto interno bruto (PIB) das províncias canadenses. Os dados são da Statistics Canada.
| Província ou Território  | PIB (milhões de C$ em 2014) | = Consumo final de despesas | + Capital bruto | + Investimento em estoques | + Exportações | - Importações |
| ------------------------ | --------------------------- | --------------------------- | --------------- | -------------------------- | ------------- | ------------- |
| Canadá                   | 1 973 043                   | 1,513,043                   | 469,739         | 8,488                      | 1,005,446     | 1,024,061     |
| Ontário                  | 721,970                     | 576,173                     | 135,610         | 5,234                      | 370,845       | 365,804       |
| Alberta                  | 375,756                     | 198,643                     | 132,709         | 1,876                      | 206,923       | 164,444       |
| Quebec                   | 370,064                     | 315,396                     | 74,182          | 2,110                      | 171,350       | 193,352       |
| Colúmbia Britânica       | 237,188                     | 202,405                     | 56,081          | 1,747                      | 93,215        | 116,444       |
| Saskatchewan             | 82,780                      | 50,046                      | 26,100          | −2,316                     | 58,328        | 49,340        |
| Manitoba                 | 64,077                      | 55,129                      | 15,663          | −385                       | 35,992        | 42,256        |
| Nova Escócia             | 39,077                      | 42,981                      | 7,465           | 25                         | 15,377        | 26,756        |
| Terra Nova e Labrador    | 33,514                      | 23,786                      | 11,853          | −68                        | 19,787        | 21,855        |
| Novo Brunswick           | 32,056                      | 31,898                      | 5,391           | 1                          | 25,792        | 31,015        |
| Ilha do Príncipe Eduardo | 6,003                       | 6,106                       | 989             | 56                         | 2,729         | 3,877         |
| Territórios do Noroeste  | 4,731                       | 3,705                       | 1,485           | 83                         | 3,392         | 3,929         |
| Yukon                    | 2,603                       | 2,783                       | 814             | 4                          | 802           | 1,791         |
| Nunavut                  | 2,487                       | 2,473                       | 1,293           | 122                        | 910           | 2,301         |